# Ткаченко Іван Максимович
Іван Максимович Ткаченко (1910, село Григорівка Чернігівської губернії, тепер Чернігівської області — 30 червня 1955, місто Челябінськ, тепер Російська Федерація) — уповноважений НКВС-НКДБ СРСР по Литовській РСР, член Бюро ЦК КП(б) Литви, генерал-лейтенант (1945).

## Біографія
Народився в родині селянина-бідняка. Закінчив 7 класів школи. З березня 1924 до лютого 1925 року — чорнороб Рубанського зернорадгоспу села Рубанка Конотопської округи.
У лютому 1925 — березні 1927 року — робітник-пресувальник трубопрокатного цеху металургійного заводу імені Петровського в Дніпропетровську.
У квітні — серпні 1927 року — робітник-подрібнювач силікатного цеху, в серпні 1927 — вересні 1928 року — дробильник, мастильник, помічник машиніста доменного цеху, у вересні 1928 — квітні 1929 року — токар механічного цеху заводу імені Ілліча міста Маріуполя.
Член ВКП(б) з лютого 1929 року.
У квітні 1929 — липні 1931 року — старший хронометрист, у жовтні 1931 — квітні 1933 року — нормувальник, дослідник, у квітні 1933 — травні 1935 року — старший дослідник бронепрокатного цеху заводу імені Ілліча міста Маріуполя. Без відриву від виробництва закінчив у 1934 році машинобудівний технікум у Маріуполі.
У травні 1935 — березні 1937 року — завідувач секції заводу імені Ілліча міста Маріуполя. Без відриву від виробництва закінчив у 1937 році металургійний інститут.
У березні 1937 — квітні 1938 року — помічник начальника технологічного бюро цеху № 5 заводу імені Ілліча міста Маріуполя.
З 20 квітня 1938 року почав службу в НКВС-НКДБ Української РСР. З 20 квітня 1938 до 5 квітня 1939 року — помічник начальника 8-го відділення 3-го (контррозвідувального) відділу УДБ НКВС Української РСР.
З 5 до 11 квітня 1939 року — в.о. начальника, 11 квітня 1939 — 15 березня 1940 року — начальник 1-го відділу Економічного управління НКВС УРСР.
З 15 березня до 17 червня 1940 року — в.о. начальника, 17 червня — 23 серпня 1940 року — начальник 2-го відділу УДБ НКВС УРСР.
23 серпня 1940 — 15 квітня 1941 року — заступник народного комісара внутрішніх справ Української РСР.
15 квітня — 31 липня 1941 року — заступник народного комісара державної безпеки Української РСР.
Одночасно 15 квітня — 4 жовтня 1941 року — начальник УНКДБ—УНКВС Львівської області.
20 липня 1941 року за розпорядженням Ткаченка під час евакуації ув'язнених в'язниці міста Чортків в Умані розстріляли 767 підслідних та засуджених ув'язнених.
Приказом НКВС СРСР № 001158 від 27 серпня 1941 року відряджений до Саратова у складі оперативної групи для проведення виселення німців Поволжжя; приказом НКВС СРСР № 001347 від 22 вересня 1941 року відряджений до Краснодара для проведення виселення німців. Приказом НКВС СРСР № 001353 від 22 вересня 1941 року йому оголошено подяку «за добру роботу з переселення німців» з Автономної Республіки Німців Поволжя та Сталінградської області.
4 жовтня — 10 листопада 1941 року — начальник 2-го відділу Економічного управління НКВС СРСР.
10 листопада 1941 — 14 листопада 1942 року — начальник 7-го спеціального відділу НКВС СРСР.
14 листопада 1942 — 28 січня 1943 року — заступник начальника Економічного управління НКВС СРСР.
28 січня 1943 — 4 грудня 1944 року — начальник УНКВС Ставропольського краю. Приказом НКВС СРСР № 001036 від 24 серпня 1944 року на нього покладено керівництво «операцією з виселення сімей німецьких посібників, зрадників та зрадників» з П'ятигорська, Кисловодська, Желєзноводська, Єсентуків та Мінеральних Вод.
14 грудня 1944 — 21 квітня 1947 року — уповноважений НКВС—НКДБ СРСР по Литовській РСР.
Одночасно з 11 січня до 26 лютого 1945 року — уповноважений НКВС СРСР по 1-му Прибалтійському фронті. З 26 лютого до 9 квітня 1945 року — уповноважений НКВС СРСР по Земландській оперативній групі військ.
З 21 квітня 1947 року — уповноважений Ради міністрів СРСР при будівництві заводу № 817 1-го головного управління при Раді міністрів СРСР. Одночасно з 4 вересня 1948 року — уповноважений Ради міністрів СРСР при лабораторії «Б» 1-го головного управління при Раді міністрів СРСР. З 17 листопада 1949 року — в резерві МВС СРСР із прикомандируванням до 1-го головного управління при Раді міністрів СРСР. Був начальником будівництва Москва-10, начальником будівництва Тура-38, начальником будівництва Свердловськ-39, начальником будівництва Челябінськ-40.
24 березня 1954 — 30 червня 1955 року — начальник управління міліції і заступник начальника Управління МВС Челябінської області.
30 червня 1955 року помер у Челябінську.

## Звання
- Лейтенант державної безпеки (23 серпня 1938);
- Старший лейтенант державної безпеки (28 квітня 1939);
- Майор державної безпеки (23 серпня 1940);
- Комісар державної безпеки (14 лютого 1943);
- Комісар державної безпеки 3-го рангу (2 липня 1945);
- Генерал-лейтенант (9 липня 1945)

## Нагороди
- орден Леніна (29.10.1949)
- орден Червоного Прапора (20.09.1943)
- два ордени Кутузова ІІ ст. (8.03.1944, 21.04.1945)
- орден Вітчизняної війни І ст. (8.04.1947)
- два ордени Трудового Червоного Прапора (3.06.1942, 08.12.1951)
- орден Червоної Зірки (1943)
- орден «Знак Пошани» (26.04.1940)
- медаль «За бойові заслуги»
- медаль «За оборону Москви»
- медаль «За перемогу над Німеччиною у Великій Вітчизняній війні 1941—1945 рр.» (1945)
- медаль «У пам'ять 800-річчя Москви»
- знак «Заслужений працівник НКВС» (28.05.1941)